# Анчекрак
Анчекрак — река на полуострове Камчатка в России. Протекает по территории Усть-Камчатского района Камчатского края. Длина реки — 10 км.
Протекает по берёзово-лиственничному лесу, огибая деревню Крапивную. Впадает в реку Камчатка слева на расстоянии 305 км от её устья.
По данным государственного водного реестра России относится к Анадыро-Колымскому бассейновому округу.
Код водного объекта 19070000112120000015646.

## Ихтиофауна
Место нереста лососёвых рыб.